# Prague Marina

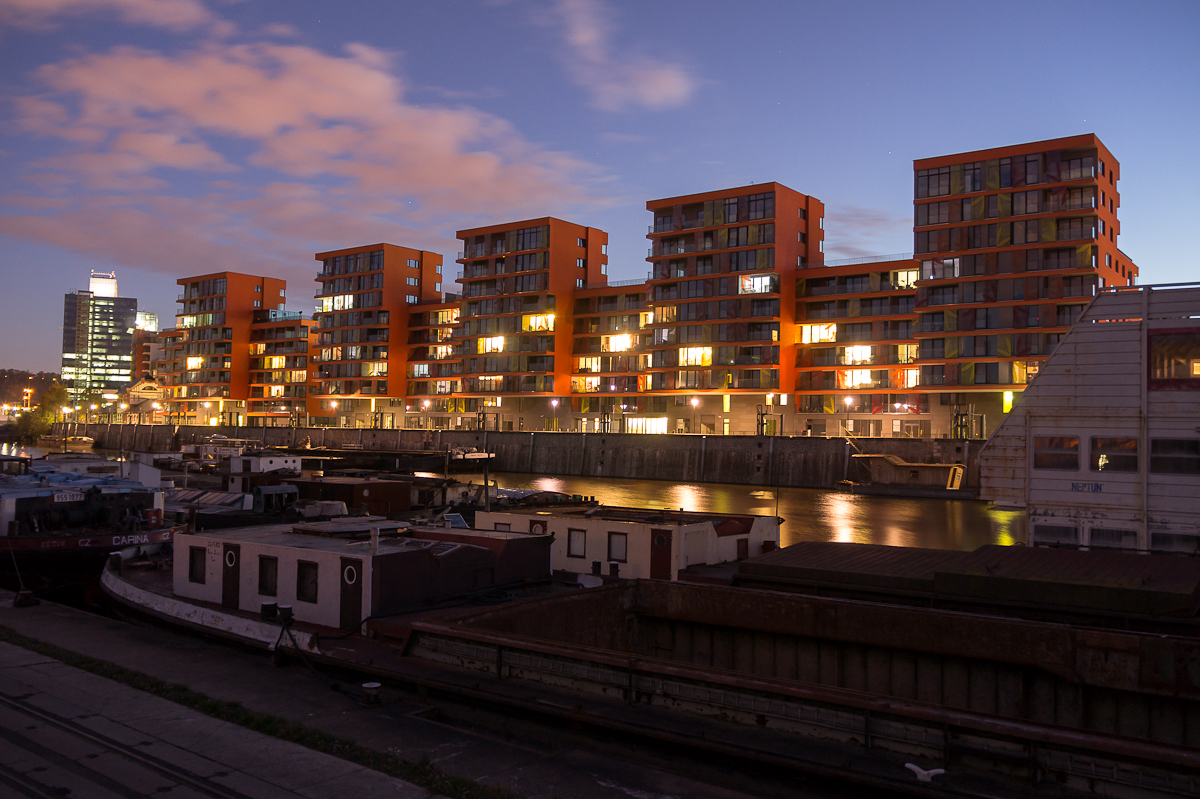
Pohled přes přístavní bazén na bytové domy vybudované v I. fázi

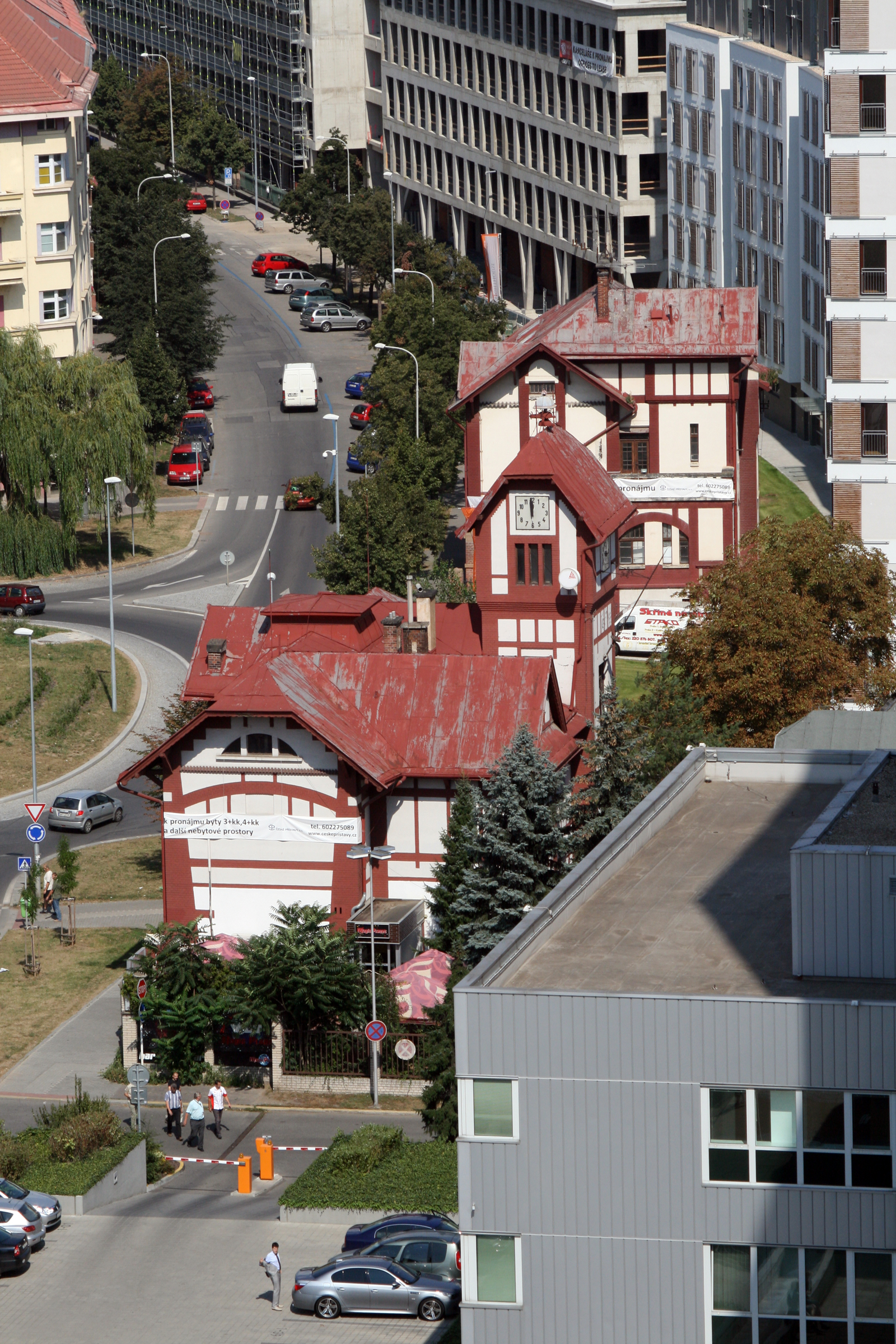
Jankovcova ulice s historickými přístavními budovami a novou zástavbou

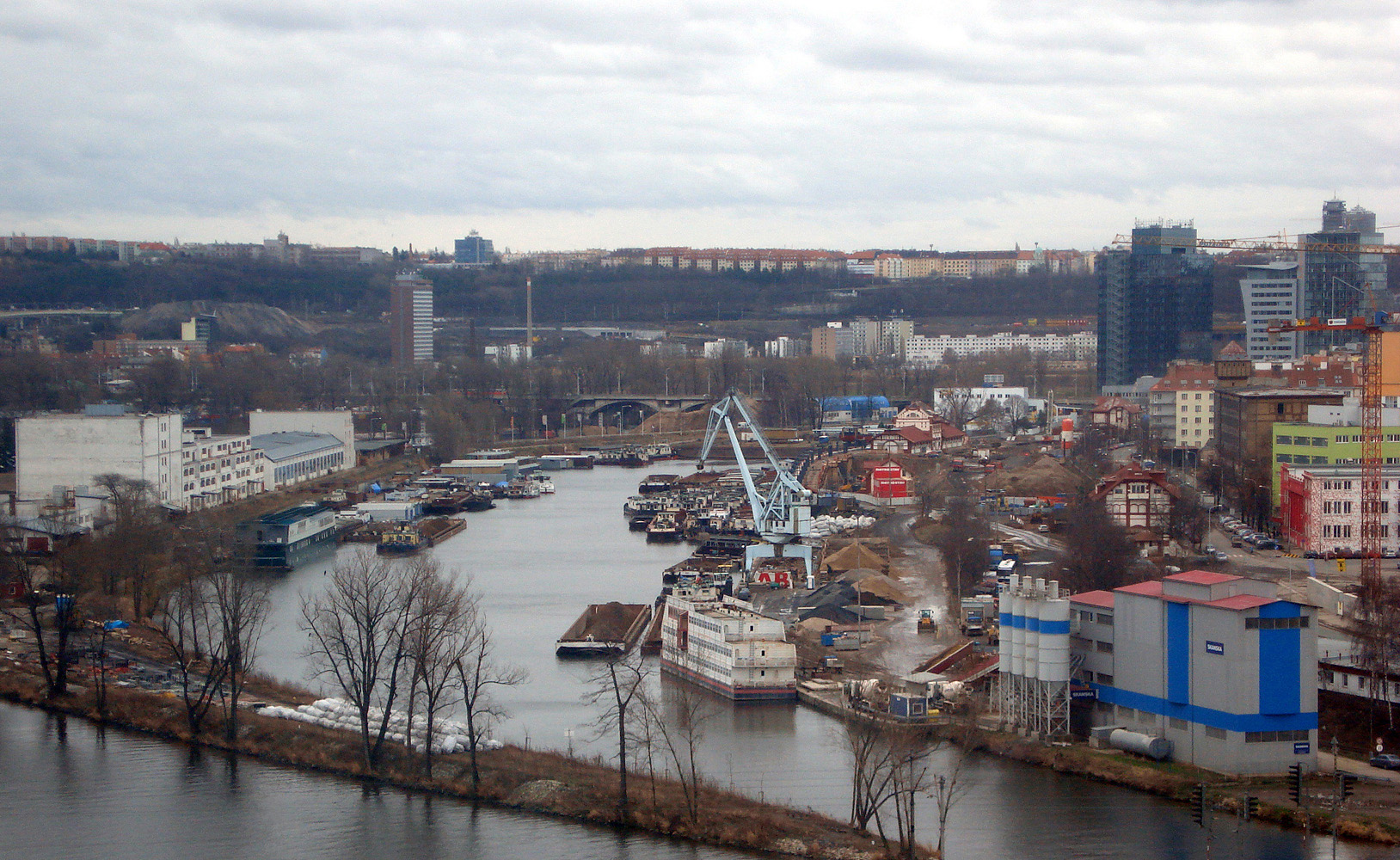
Holešovický přístav v roce 2007, před zahájením výstavby komplexu Prague Marina

Prague Marina je developerský projekt zástavby Holešovického přístavu v Praze-Holešovicích bytovými a obchodně kancelářskými domy. První objekty byly dokončeny na přelomu let 2008 a 2009. V konečné fázi má projekt zahrnovat asi tisíc bytů, kancelářské a obchodní prostory, restaurace a kavárny a oddychové parkové plochy. Komplex buduje společnost Prague Marina, a. s., která je členem developerské skupiny Lighthouse Group, ve spolupráci se společností České přístavy, a. s. Akcionáři společnosti Prague Marina jsou Deutsche Bank AG - Real Estate Private Equity Group London, GTC International Development Company, Scorpio BSG Ltd. a Alliance Holdings & Developments Ltd.
V roce 2020 přinesl server kverulant.org informace o tom, že část Marina II byla v rozporu se zákonem postavena na základě zfalšovaných povodňových map.

## Výstavba
Dne 2. listopadu 2005 byla slavnostně dokončena výstavba protipovodňové ochrany Holešovic, která chrání i komplex Prague Marina.
Dne 20. září 2006 vydal Úřad městské části Praha 7 stavební povolení na výstavbu první fáze bytových domů, 3. října 2006 nabylo právní moci. Následně byly zahájeny přípravné stavební práce a přeložky sítí. Přípravné práce a výkopové práce na stavební jámě objektů Adelaide a Baltimore prováděla liberecká stavební firma Integra Liberec, a. s. 8. listopadu 2006 investor oznámil, že vítězem výběrového řízení na generálního dodavatele stavby se stala společnost Metrostav, a. s., která pak měla staveniště převzít kolem přelomu listopadu a prosince 2006. Základní kámen projektu Prague Marina byl slavnostně položen 24. dubna 2007 za účasti 200 hostů, mezi nimi starosty městské části Praha 7 Marka Ječménka, ředitele skupiny Lighthouse Group Tamira Wintersteina, náměstka generálního ředitele Českých přístavů a. s. Jindřicha Vodičky a ředitele divize 9 společnosti Metrostav Ivana Kajera.
Výstavba je rozvržena do pěti fází:
- Fáze I.A – 3 bytové domy s celkem 338 byty na levém břehu přístavu (Jankovcova 1587/8 až 8d, V přístavu 1586/2 až 6, V přístavu 1585/8 až 20). Stavba byla dokončena na podzim 2008,[8] první obyvatelé se sem stěhovali na začátku roku 2009. Směrem k řece mají domy panoramatická okna, velké balkóny nebo terasy.[7]
- Fáze I.B – dvě administrativní budovy podél Jankovcovy ulice (Jankovcova 1595/14 a 1596/14a a 14b), 14 000 m² kancelářských ploch, dokončeny počátkem roku 2010. Budovy plní i funkci hlukové bariéry mezi Holešovicemi a obytnými budovami fáze I.A v ulici V přístavu. Součástí fáze I.B je i třetí administrativní budova, severně od prvních dvou, s 8800 m² kancelářských ploch.[9]
- Fáze II.A – administrativní budova u Libeňského mostu a 5 bytových domů s cca 300 byty v oblasti od Libeňského mostu směrem ke kose přístavu. Zahájení výstavby je plánováno na přelom let 2012 a 2013.
- Fáze II.B – výšková administrativní budova u Libeňského mostu, mezi administrativní budovou z fáze II.A a stávající budovou Tokovo (sídlo Nejvyššího kontrolního úřadu). Čas výstavby nebyl ještě určen.
- Fáze III – zástavba na přístavní kose. Plánovány sem jsou nízkopodlažní viladomy.[9] Výstavba III etapy byla zahájena v dubnu 2021.[10]

Na poloostrově má být vybudována také sportovní marína.
Území je chráněno proti povodni do úrovně přesahující povodeň z roku 2002. V prostoru přístavu má být zachováno několik památkově chráněných přístavních budov z počátku 20. století.
V květnu 2012 developer na oficiálním webu projektu uváděl, že do nabídky dal již 338 bytů, z toho 314 již bylo prodaných, 5 rezervovaných a 19 volných, nabízených za ceny v rozmezí zhruba od 5 milionů Kč (při rozloze 90 m²) do 16 milionů Kč (při rozloze 200 m²) za jeden.

## Havárie
V neděli 29. dubna 2012 se z pětipatrové obytné budovy (Jankovcova 8a) ozývalo praskání a jak později konstatoval zástupce Metrostavu, deformovala se asi čtvrtina šikmých sloupů, které dům podpírají. Na základě rozhodnutí statika Václava Kučery z Technického a zkušebního ústavu stavebního byly evakuovány čtyři vchody postiženého domu a navíc i sousedící dům, který je s ním propojen, celkem bylo evakuováno asi 30 obyvatel. Metrostav zajistil jako náhradní ubytování 28 pokojů v hotelu Hilton.
Metrostav provedl náhradní podepření konstrukce sítí železných vzpěr v suterénu a prvním poschodí a mluvčí Metrostavu poté označil dům za stabilní a 3. května uvedl, že se lidé večer mohou vrátit do svých domovů, protože na základě zjištění statika je budova schopná bez omezení plnit svou funkci. Na základě znaleckého posudku pak bude určen další postup.
Policie zahájila šetřit podezření ze spáchání trestného činu obecného ohrožení z nedbalosti. Mluvčí Metrostavu František Polák i statik Václav Kučera uváděli, že za problémy by mohl stát teplotní šok nebo nedostatky v projektu, nedostatky v provedení ocelových stojek, případně i skrytá vada materiálu.
Zástupci majitelů bytů vyslovili znepokojení nad nedostatečnou informovaností a nad tím, že zhotovitel stavby informoval o možném návratu lidí do objektu ještě dříve, než byla zjištěna skutečná příčina problémů. Společenství vlastníků bytových jednotek navázalo spolupráci s advokátní kanceláří Vilímková, Dudák & Partners a předseda společenství Nenad Milovanovič vydal tiskovou zprávu, že společenství není úplně spokojeno s postupem řešení a pochybuje o správnosti kroků investora a Metrostavu vůči státní správě. Z jednání společenství se stavebním úřadem městské části údajně vyplynulo, že dosavadní postup nebyl zcela v souladu se zákonem, a stavební úřad přislíbil kontrolní prohlídku statického zajištění stavby. Obyvatelé se podle Lidovek.cz do domu vrátili, ačkoliv jim to společenství vlastníků nedoporučilo.

## Části komplexu

### Prague Marina I

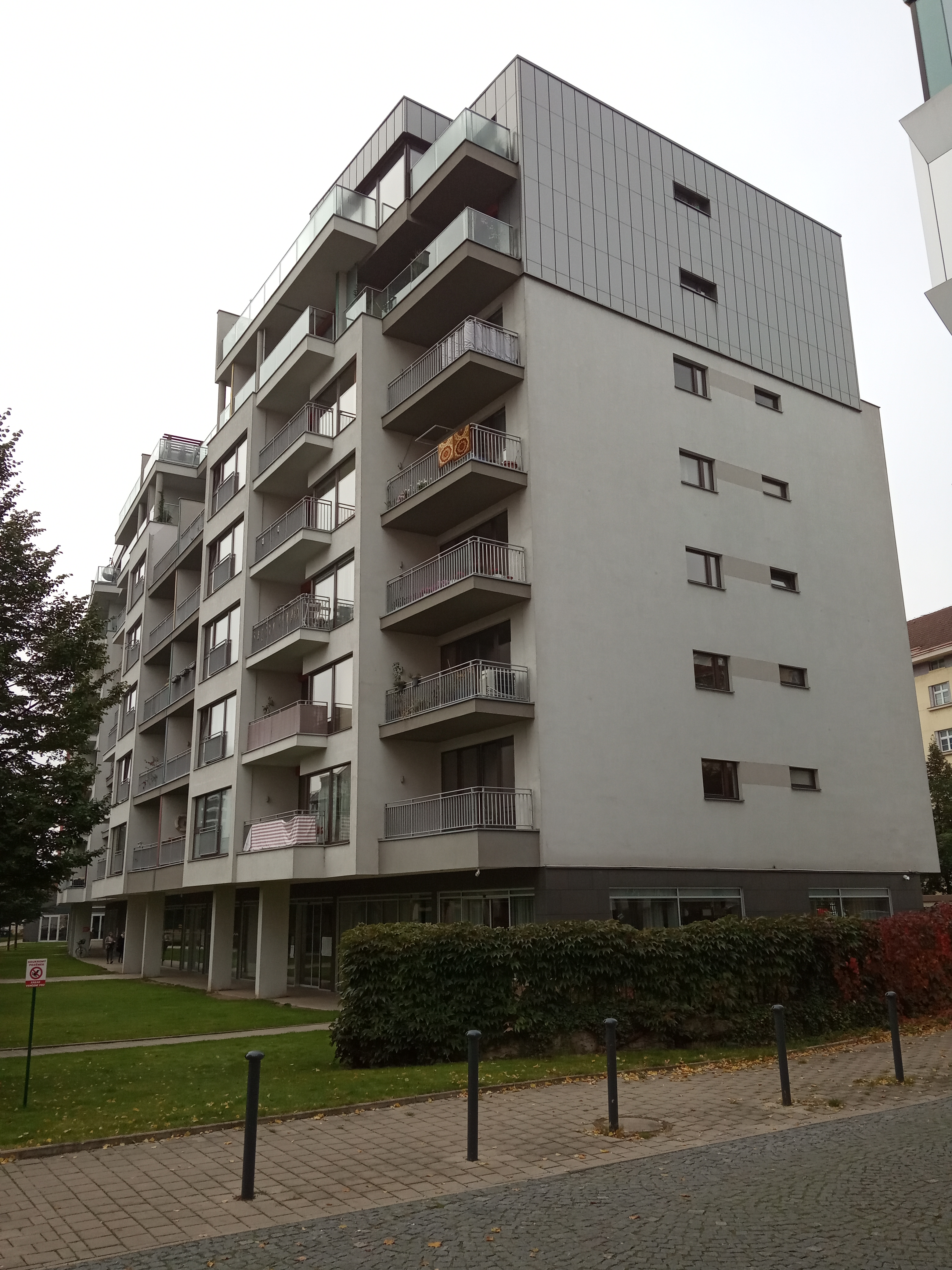
Jankovcova 8-8d, Prague Marina I

Tři bytové domy s 338 bytovými jednotkami, dokončené v roce 2008.

### Marina Island
Výstavba desetipodlažní budovy s 151 byty byla zahájena v roce 2021 v části Jankovcovy ulice. Projekt domu na ploše 30 000 m² zpracoval architektonický ateliér Moshe Tzur Architects.

### Prague Marina Nova

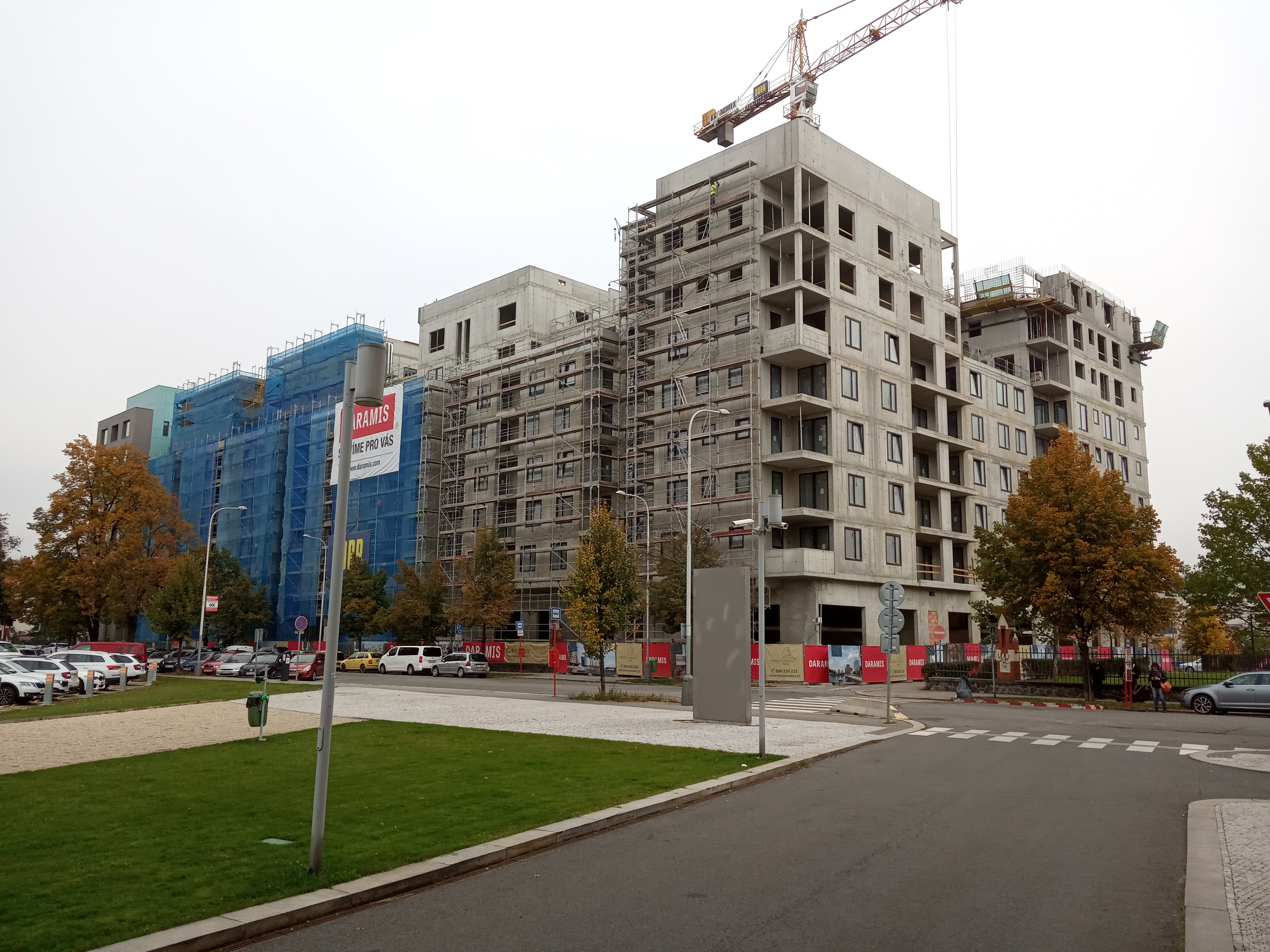
Prague Marina Nova, stavba v říjnu 2022

Postavena mezi ulicí Jankovcova a slepým ramenem holešovického přístavu. Výstavba byla zahájena v roce 2014. Bloková zástavba je postavena na půdorysu písmene L, má 148 bytů na ploše 16 750 m². V delší části jsou 6+2 ustoupená podlaží, jižní část má 6 nadzemních podlaží a východní má 10 podlaží. Architektonické řešení využívá kombinaci cihelného obkladu, omítky a u oken do ulice moderní šambrány. Fasády s výhledem na řeku jsou prosklené. Předávka bytů byla naplánována na třetí kvartál 2023. Projekt Prague Marina Nova získal 5 hvězdiček v soutěži International Property Awards 2023.